# Hallam (Nebraska)
Hallam es una villa ubicada en el condado de Lancaster en el estado estadounidense de Nebraska. En el Censo de 2010 tenía una población de 213 habitantes y una densidad poblacional de 483,76 personas por km².

## Geografía
Hallam se encuentra ubicada en las coordenadas 40°32′15″N 96°47′12″O / 40.53750, -96.78667. Según la Oficina del Censo de los Estados Unidos, Hallam tiene una superficie total de 0.44 km², de la cual 0.44 km² corresponden a tierra firme y (0%) 0 km² es agua.

## Demografía
Según el censo de 2010, había 213 personas residiendo en Hallam. La densidad de población era de 483,76 hab./km². De los 213 habitantes, Hallam estaba compuesto por el 95.31% blancos, el 0% eran afroamericanos, el 0.94% eran amerindios, el 3.29% eran asiáticos, el 0% eran isleños del Pacífico, el 0% eran de otras razas y el 0.47% pertenecían a dos o más razas. Del total de la población el 0% eran hispanos o latinos de cualquier raza.